# Chloridolum multiplicatum
Chloridolum multiplicatum là một loài bọ cánh cứng trong họ Cerambycidae.